# پتار سوچیچ
پتار سوچیچ (انگلیسی: Petar Sučić؛ زادهٔ ۲۵ اکتبر ۲۰۰۳) بازیکن فوتبال اهل کرواسی است که برای باشگاه فوتبال اینتر میلان در پست هافبک بازی می‌کند.
لوکا سوچیچ بازیکن تیم ملی فوتبال کرواسی پسر عموی پتار است.

## افتخارات

### باشگاهی
زرینسکی موستار
- لیگ برتر فوتبال بوسنی و هرزگوین(۱): ۲۳–۲۰۲۲
- جام حذفی فوتبال بوسنی و هرزگوین(۱): ۲۳–۲۰۲۲

دینامو زاگرب
- لیگ برتر فوتبال کرواسی(۱): ۲۴–۲۰۲۳
- جام حذفی فوتبال کرواسی(۱): ۲۴–۲۰۲۳
- سوپر جام فوتبال کرواسی(۱): ۲۰۲۳